# Marifé Tey Planas

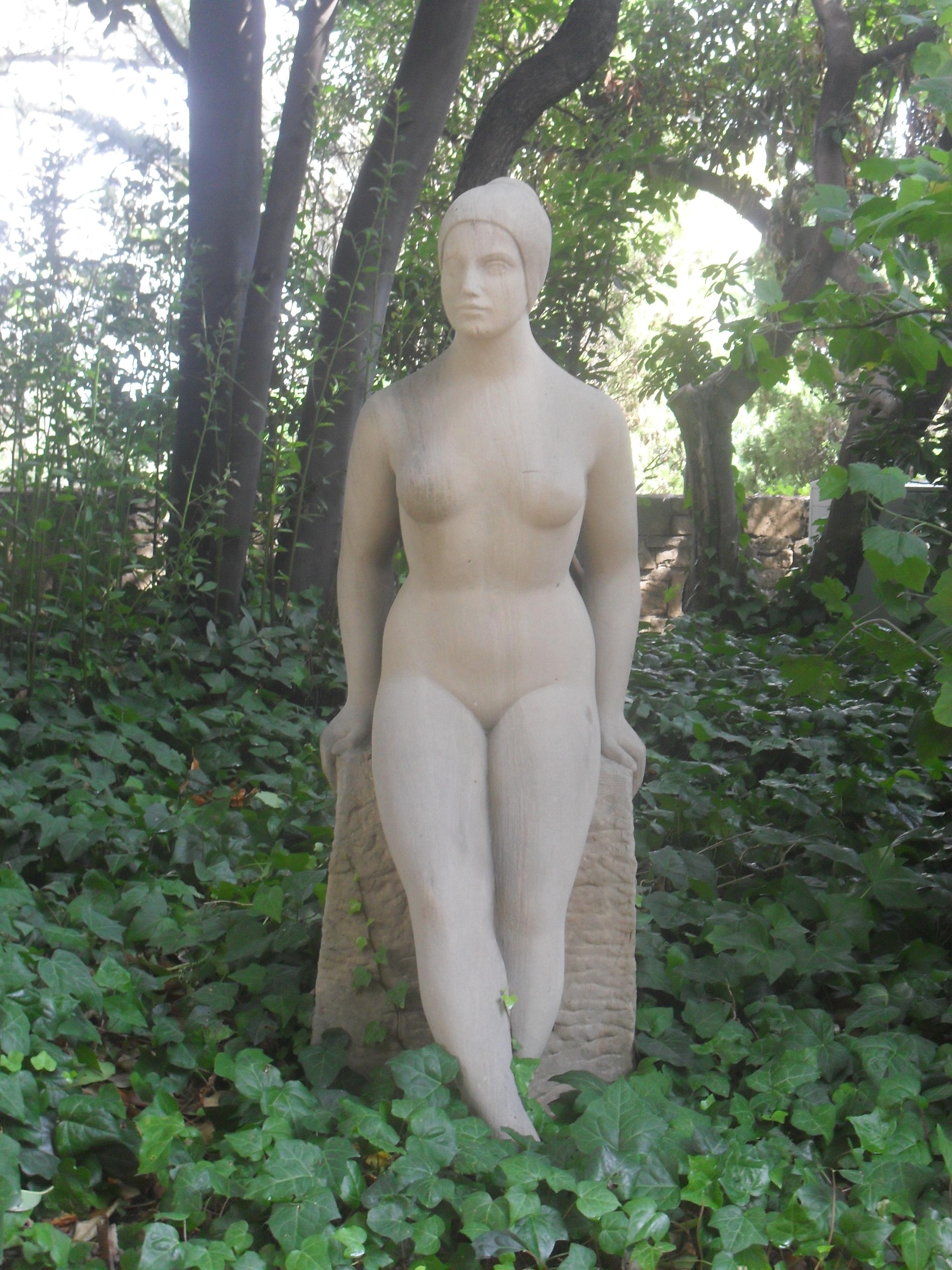
Noia amb casquet de bany (1970). Situada als Jardins de Joan Maragall del Palauet Albéniz

Marifé Tey Planas fou una escultora catalana (Barcelona, 1914 - Barcelona 25 de setembre de 2009).

## Trajectòria artística
Falangista des dels temps de la Guerra Civil, després exercí la seva tasca artística força apartada dels circuits comercials Tot i així, als anys cinquanta va fer diverses exposicions individuals a la sala La Pinacoteca del Passeig de Gràcia de Barcelona. Va presentar-hi obra l'any 1954 i el febrer de 1957. L’agost d’aquell mateix any hi va exposar una vintena d’escultures de diferents materials (bronze, pedra, marbre, granit i fusta) i projectes en guix, de les quals es destacava el domini de cadascuna de les tècniques escultòriques. L’any 1959 hi va mostrar un conjunt de retrats i figures femenines.
Va prendre part, també, del Concurs extraordinari de Pintura i Escultura que l’any 1957 va organitzar el Reial Cercle Artístic amb motiu del seu 75è aniversari. Formaven part d’aquesta mostra retrospectiva, que es va fer al Museu d’Art Modern, artistes que havien estat socis de l'entitat.
L’any 1959 va obtenir un dels dos primers premis de 100.000 pessetes per al projecte de monument i jardins dedicats a José Antonio Primo de Rivera, convocat per l’Ajuntament de Barcelona l’any abans, en el qual va presentar una proposta junt amb l’arquitecte Robert Terradas Vía. L'Arxiu Històric de la Ciutat de Barcelona conserva els projectes guanyadors del concurs. Finalment, el monument, que no es va inaugurar fins al 1964, va ser obra de l’arquitecte Jordi Estrany i de l'escultor Jordi Puiggalí.
L’any següent va participar en l'Exposició Nacional de Belles Arts del 1960 de Madrid, on va presentar un retrat en granit i un projecte de nu en guix. Uns anys més tard, el 1964, va fer la seva primera exposició individual a Madrid, on va presentar vint-i-cinc escultures, sobretot de pedra i bronze, d’entre les quals sobresortien dos retrats de Justo Pérez de Urbel (primer abad del Valle de los Caídos), altres del crític d’art Juan-Eduardo Cirlot i del químic jesuïta Eduard Vitoria.
Ha destacat com a retratista, per la seva imatgeria religiosa i per figures arrelades en el classicisme, com el nu femení en marbre "Noia amb casquet de bany" (1970) que es pot veure als jardins del Palauet Albéniz de Barcelona.
Feu una interpretació en bronze (1944) en baix relleu del grup central de La flor del mal -ara al Pola Art Museum del Japó-, una de les millors pintures del Picasso de l'època blava. És germana de Josechu Tey, aventurer que es feu popular pel seu viatge de Hong Kong a Barcelona en el "Junco Rubia", una embarcació tradicional xinesa.